# Steve Allen
Stephen Valentine Patrick William Allen, também conhecido como Steve Allen (Nova Iorque, 26 de dezembro de 1921 – Encino, 30 de outubro de 2000), foi um músico, comediante e escritor estadunidense.
Allen era um pianista e um prolífico compositor. Por sua própria estimativa, ele escreveu mais de oito mil canções, algumas das quais foram gravadas por numerosos cantores. Trabalhando como letrista, Allen ganhou o Grammy Award de 1964, na categoria Best Original Jazz Composition. Ele também escreveu mais de cinquenta livros, incluindo romances, livros infantis e livros de opiniões, incluindo seu último em 2001, Vulgarians at the Gate: Trash TV and Raunch Radio.
Em 1996, Allen recebeu o prêmio Martin Gardner Lifetime Achievement do Comitê para a Investigação Cética. Ele também tem duas estrelas na Calçada da Fama e uma no teatro de Hollywood, que recebeu seu nome.